# Тюркмен, Ильтер
Ильтер Тюркмен (тур. İlter Türkmen; 8 ноября 1927 — 6 июля 2022) — турецкий государственный деятель и дипломат.

## Биография
После окончания факультета политических наук Анкарского университета в 1949 году, работал на различных должностях в министерстве иностранных дел Турции, в том числе советником представительства Турции при ООН (1959—1960), посольства в Объединённой Арабской Республике (1960—1961), посольства в США (1961—1964), заместителем генерального секретаря МИД Турции (1967—1968).
Был послом Турции в Греции (1968—1972), в СССР (1972—1975), постоянным представителем при ООН (1975—1978). В 1979—1980 гг. — специальный представитель генерального секретаря ООН. С июля по сентябрь 1980 занимал пост генерального секретаря МИД Турции. После сентябрьского переворота 1980 года стал министром иностранных дел и пробыл на этом посту до 1983 года. Затем был постоянным представителем Турции при Отделении ООН в Женеве (1983—1985) и при ООН в Нью-Йорке (1985—1988), послом во Франции (1988—1991).
После выхода в отставку в 1991 году и до 1996 года Тюркмен являлся генеральным комиссаром Ближневосточного агентства ООН для помощи палестинским беженцам (БАПОР).
Умер 6 июля 2022 года.